# Tiago Roquette
Tiago Martins Soares Holtreman Roquette (Oporto, 15 de agosto de 1965), conocido como Tiago Roquette, es un regatista portugués.
Comenzó a competir en vela ligera en la clase Optimist a los 7 años de edad, y a los 15 años pasó a ser tripulante de su padre en la clase Snipe. Su padre, Antonio, fue campeón de Portugal como tripulante de Rui Moreira, el padre de Rui de Carvalho de Araújo Moreira, en 1967 y en 1972. Posteriormente, ya como timonel, volvió a ganar los campeonatos de 1983 y 1985. Tiago pasó a ser timonel de su propio Snipe con 19 años y ganó su primer campeonato nacional en 1987 con Miguel Cameira. Repitió el triunfo en 1988 con Alexandre Maia, y, posteriormente, en 1993, 1994, 1996, 1997, 1999, 2000, 2001, 2006, 2009, 2010, 2011, 2012, 2013 y 2018, convirtiéndose en el regatista más laureado de la historia del campeonato de Portugal.   
También ganó el Campeonato Ibérico en 2008, 2016, y 2018.